# Карамбири, Мамаду Филипп
Мамаду Филипп Карамбири — евангелистский харизматический пастор из Буркина-Фасо, родился 7 марта 1947 года в Тугане. Карамбири является президентом Международного центра евангелизации – Африканской внутренней миссии, который он основал в 1987 году. 

## Биография
Карамбири родился 7 марта 1947 года в Тугане в мусульманской семье.  Во время встречи с молодыми французскими евангелистскими миссионерами и после того, как стал свидетелем явления Иисуса Христа, во время подготовки хабилитации по экономике в Тулузе в феврале 1975 года он пережил новое рождение. В интервью в декабре 2015 года он подробно рассказывает об этом духовном поворотном моменте. Он подчеркивает, что важно не сначала изменить религию, а узнать, кто такой Иисус Христос, и вступить с ним в отношения. После обращения и во время пребывания во Франции в качестве студента он посещал церковь «Assembly of God of Toulouse». Вернувшись в Буркина-Фасо, он был директором по продвижению в Национальном управлении внешней торговли, затем коммерческим директором Faso Fani и, наконец, генеральным директором SO.VOL.COM.

### Миссионерская деятельность
В 1985 году Карамбрири вместе со своей семьей основал молитвенную группу, которая в 1987 году насчитывала 500 человек. В том же году он основал Международный центр евангелизации — Африканскую внутреннюю миссию в Уагадугу.   В январе 1990 года он оставил свои светские обязанности и стал пастором на постоянной основе.

## Личная жизнь
Карамбири женится на Мари Софи Ту, дежурной медсестре педиатрического отделения больницы Ялгадо Уэдраого.  У них четверо детей. Его жена умерла 10 марта 2008 года. С тех пор 29 мая 2010 года он снова женился на Гортензии Палм, которая занимает пасторское служение в церкви.

## Награды
В 2005 году Карамбири был удостоен звания кавалера национального ордена Буркина-Фасо.  В 2007 году он получил почетную степень доктора богословия Logos Christian University во Флориде, США.